# Куарейм (Уругвай)
Куарейм (исп. Cuareim) — населённый пункт на севере Уругвая, на территории департамента Артигас.

## География
Расположен в северо-западной части департамента, на левом берегу реки Куарейм, на расстоянии приблизительно 105 километров (по прямой) к западу-северо-западу (WNW) от города Артигаса, административного центра департамента. Абсолютная высота — 50 метров над уровнем моря. Через Куарейм проходит национальная автомагистраль № 3.

## Население
По данным переписи 2011 года, численность населения составляла 710 человек (372 мужчины и 338 женщин). Имелось 229 домов. Динамика численности населения Куарейм по годам:
| Год  | Население |
| ---- | --------- |
| 1963 | 369       |
| 1975 | 372       |
| 1985 | 455       |
| 1996 | 688       |
| 2004 | 780       |
| 2011 | 710       |